# From There to Eternity
Fron There to Eternity е американската версия на The First Ten Years – The Videos на британската хевиметъл група Айрън Мейдън. Това издание включва и песни от албума от 1992 – Fear of the Dark.